# زک برف
زک براف (به انگلیسی: Zach Braff) (زاده ۶ آوریل ۱۹۷۵) بازیگر و فیلم‌نامه‌نویس آمریکایی است.

## زندگی شخصی
زَک از آوریل ۲۰۱۹ با بازیگر انگلیسی فلورنس پیو در رابطه است.

## فیلم‌شناسی

### فیلم
| سال  | عنوان               | نقش                    |
| ---- | ------------------- | ---------------------- |
| ۱۹۹۳ | معمای قتل منهتن     | Nick Lipton            |
| ۲۰۰۴ | ایالت گلستان (فیلم) | Andrew Largeman        |
| ۲۰۰۵ | جوجه کوچولو         | Chicken Little (voice) |
| ۲۰۰۶ | اکس                 | Tom Reilly             |
| ۲۰۱۲ | رنگ زمان            | Albert                 |
| ۲۰۱۳ | از بزرگ و قدرتمند   | Frank / Finley (voice) |
| ۲۰۱۴ | کاش من اینجا بودم   |                        |
| ۲۰۱۶ | در نبردی مشکوک      | Connor                 |
| ۲۰۱۷ | هنرمند فاجعه        | Himself                |
| ۲۰۲۰ | به دنبال بازگشت     | Walter Creason         |
| ۲۰۲۰ | پرسی                |                        |